# Circoscrizione Piemonte 1
La circoscrizione Piemonte 1 è una circoscrizione elettorale italiana per l'elezione della Camera dei deputati.

## Storia e territorio
La circoscrizione venne istituita dalla legge Mattarella (legge 4 agosto 1993, n. 277) e sostituiva parte della precedente circoscrizione Torino-Novara-Vercelli in vigore per tutte le elezioni politiche in Italia dal 1948 al 1992. Fu confermata nelle successive legge Calderoli (legge 21 dicembre 2005, n. 270) e legge Rosato (legge 3 novembre 2017, n. 165).
Il territorio della circoscrizione coincide alla città metropolitana di Torino (fino al 2015 provincia di Torino) in Piemonte.

## Dal 1993 al 2005

### Collegi uninominali
| Mappa | Collegio              | Comuni |
| ----- | --------------------- | --- |
|       | 1. Torino 1           | Parte di Torino |
|       | 2. Torino 2           | Parte di Torino |
|       | 3. Torino 3           | Parte di Torino |
|       | 4. Torino 4           | Parte di Torino |
|       | 5. Torino 5           | Parte di Torino |
|       | 6. Torino 6           | Parte di Torino |
|       | 7. Torino 7           | Parte di Torino |
|       | 8. Torino 8           | Parte di Torino |
|       | 9. Ivrea              | - Agliè - Albiano d'Ivrea - Alice Superiore - Andrate - Azeglio - Bairo - Baldissero Canavese - Banchette - Barone Canavese - Bollengo - Borgiallo - Borgofranco d'Ivrea - Borgomasino - Brosso - Burolo - Candia Canavese - Caravino - Carema - Cascinette d'Ivrea - Castellamonte - Castelnuovo Nigra - Chiaverano - Chiesanuova - Cintano - Colleretto Castelnuovo - Colleretto Giacosa - Cossano Canavese - Cuceglio - Fiorano Canavese - Issiglio - Ivrea - Lessolo - Loranzè - Lugnacco - Maglione - Mercenasco - Meugliano - Montalenghe - Montalto Dora - Nomaglio - Orio Canavese - Palazzo Canavese - Parella - Pavone Canavese - Pecco - Perosa Canavese - Piverone - Quagliuzzo - Quassolo - Quincinetto - Romano Canavese - Rueglio - Salerano Canavese - Samone - San Giorgio Canavese - San Giusto Canavese - San Martino Canavese - Scarmagno - Settimo Rottaro - Settimo Vittone - Strambinello - Strambino - Tavagnasco - Torre Canavese - Trausella - Traversella - Vestignè - Vialfrè - Vico Canavese - Vidracco - Vische - Vistrorio |
|       | 10. Chivasso          | - Brandizzo - Brozolo - Brusasco - Caluso - Casalborgone - Castagneto Po - Cavagnolo - Chivasso - FoglizzoLauriano - Leini - Lombardore - Mazzè - Montanaro - Monteu da Po - Rivarossa - Rondissone - San Benigno Canavese - San Raffaele Cimena - San Sebastiano da Po - Torrazza PiemonteVerolengo - Verrua Savoia - Villareggia - Volpiano |
|       | 11. Settimo Torinese  | - Andezeno - Arignano - Castiglione Torinese - Chieri - Cinzano - Gassino Torinese - Marentino - Mombello di Torino - Montaldo Torinese - Moriondo Torinese - Pavarolo - Riva presso Chieri - Rivalba - San Mauro Torinese - Sciolze - Settimo Torinese |
|       | 12. Moncalieri        | - Baldissero Torinese - Cambiano - Isolabella - Moncalieri - Pecetto Torinese - Pino Torinese - Poirino - Pralormo - Santena - Trofarello - Villastellone |
|       | 13. Nichelino         | - Candiolo - Carignano - Carmagnola - Castagnole Piemonte - Cercenasco - La Loggia - Lombriasco - Nichelino - None - Osasio - Pancalieri - Piobesi Torinese - Vigone - Vinovo - Virle Piemonte |
|       | 14. Rivoli            | - Airasca - Beinasco - Bruino - Orbassano - Rivalta di Torino - Rivoli - Scalenghe - Volvera |
|       | 15. Collegno          | - Alpignano - Collegno - Grugliasco - Pianezza |
|       | 16. Venaria Reale     | - Borgaro Torinese - Caselle Torinese - Cirié - Druento - Fiano - Grosso - Nole - Robassomero - San Carlo Canavese - San Francesco al Campo - San Maurizio Canavese - Venaria Reale - Villanova Canavese |
|       | 17. Rivarolo Canavese | - Ala di Stura - Alpette - Balangero - Balme - Barbania - Bosconero - Busano - Cafasse - Canischio - Cantoira - Caselette - Ceres - Ceresole Reale - Chialamberto - Ciconio - Coassolo Torinese - Corio - Cuorgnè - Favria - Feletto - Forno Canavese - Frassinetto - Front - Germagnano - Givoletto - Groscavallo - Ingria - La Cassa - Lanzo Torinese - Lemie - Levone - Locana - Lusigliè - Mathi - Mezzenile - Monastero di Lanzo - Noasca - Oglianico - Ozegna - Pertusio - Pessinetto - Pont-Canavese - Prascorsano - Pratiglione - Ribordone - Rivara - Rivarolo Canavese - Rocca Canavese - Ronco Canavese - Salassa - San Colombano Belmonte - San Gillio - San Ponso - Sparone - Traves - Usseglio - Val della Torre - Vallo Torinese - Valperga - Valprato Soana - Varisella - Vauda Canavese - Viù |
|       | 18. Giaveno           | - Almese - Avigliana - Bardonecchia - Borgone Susa - Bruzolo - Bussoleno - Buttigliera Alta - Caprie - Cesana Torinese - Chianocco - Chiomonte - Chiusa di San Michele - Claviere - Coazze - Condove - Exilles - Giaglione - Giaveno - Gravere - Mattie - Meana di Susa - Mompantero - Moncenisio - Novalesa - Oulx - Reano - Rosta - Rubiana - Salbertrand - San Didero - San Giorio di Susa - Sangano - Sant'Ambrogio di Torino - Sant'Antonino di Susa - Sauze d'Oulx - Sauze di Cesana - Sestriere - Susa - Trana - Vaie - Valgioie - Venaus - Villar Dora - Villar Focchiardo - Villarbasse |
|       | 19. Pinerolo          | - Angrogna - Bibiana - Bobbio Pellice - Bricherasio - Buriasco - Campiglione-Fenile - Cantalupa - Cavour - Cumiana - Fenestrelle - Frossasco - Garzigliana - Inverso Pinasca - Luserna San Giovanni - Lusernetta - Macello - Massello - Osasco - Perosa Argentina - Perrero - Pinasca - Pinerolo - Piossasco - Piscina - Pomaretto - Porte - Pragelato - Prali - Pramollo - Prarostino - Roletto - Rorà - Roure - Salza di Pinerolo - San Germano Chisone - San Pietro Val Lemina - San Secondo di Pinerolo - Torre Pellice - Usseaux - Villafranca Piemonte - Villar Pellice - Villar Perosa |

### XII legislatura

#### Risultati elettorali
| Coalizioni                   | Liste                              | Proporzionale | Proporzionale | Proporzionale | Maggioritario | Maggioritario | Maggioritario |
| Coalizioni                   | Liste                              | Voti          | %             | Seggi         | Voti          | %             | Seggi         |
| ---------------------------- | ---------------------------------- | ------------- | ------------- | ------------- | ------------- | ------------- | ------------- |
| Polo delle Libertà           | Forza Italia                       | 415.161       | 25,79         | 1             | 640.592       | 40,12         | 14            |
| Polo delle Libertà           | Lega Nord                          | 190.660       | 11,84         | 1             | 640.592       | 40,12         | 14            |
| Progressisti                 | Partito Democratico della Sinistra | 321.723       | 19,98         | 2             | 544.256       | 34,09         | 4             |
| Progressisti                 | Rifondazione Comunista             | 95.236        | 5,92          | -             | 544.256       | 34,09         | 4             |
| Progressisti                 | La Rete                            | 54.105        | 3,36          | -             | 544.256       | 34,09         | 4             |
| Progressisti                 | Federazione dei Verdi              | 36.142        | 2,25          | -             | 544.256       | 34,09         | 4             |
| Progressisti                 | Alleanza Democratica               | 26.665        | 1,66          | -             | 544.256       | 34,09         | 4             |
| Progressisti                 | Partito Socialista Italiano        | 26.190        | 1,63          | -             | 544.256       | 34,09         | 4             |
| Patto per l'Italia           | Partito Popolare Italiano          | 164.012       | 10,19         | 1             | 211.675       | 13,26         | -             |
| Alleanza Nazionale           | Alleanza Nazionale                 | 145.089       | 9,01          | 1             | 161.253       | 10,10         | -             |
| Lista Pannella - Riformatori | Lista Pannella - Riformatori       | 81.840        | 5,08          | -             | 9.958         | 0,62          | -             |
| Verdi Verdi                  | Verdi Verdi                        | 32.832        | 2,04          | -             | 18.678        | 1,17          | -             |
| Lega per il Piemonte         | Lega per il Piemonte               | 15.118        | 0,94          | -             | 7.578         | 0,47          | -             |
| Rinnovamento                 | Rinnovamento                       | 5.080         | 0,32          | -             | 2.699         | 0,17          | -             |
| Totale                       | Totale                             | 1.609.853     |               | 6             | 1.596.689     |               | 18            |

#### Eletti

##### Parte proporzionale
| Forza Italia              | Partito Democratico della Sinistra | Lega Nord         | Partito Popolare Italiano | Alleanza Nazionale |
| ------------------------- | ---------------------------------- | ----------------- | ------------------------- | ------------------ |
|                           |                                    |                   |                           |                    |
| - Mariella Cavanna Scirea | - Magda Negri - Mimmo Lucà         | - Mario Borghezio | - Alberto Monticone       | - Ugo Martinat     |

##### Parte maggioritaria
Eletti nel Polo delle Libertà (FI - LN)
     Eletti nei Progressisti (PDS - PRC - FdV - PSI - Rete - AD)
| Collegio          | Deputato | Deputato              | Partito | Partito                              |
| ----------------- | -------- | --------------------- | ------- | ------------------------------------ |
| Torino 1          |          | Lelio Lantella        |         | Lega Nord                            |
| Torino 2          |          | Diego Novelli         |         | La Rete                              |
| Torino 3          |          | Marco Rizzo           |         | Partito della Rifondazione Comunista |
| Torino 4          |          | Fausto Bertinotti     |         | Partito della Rifondazione Comunista |
| Torino 5          |          | Gino Giugni           |         | Partito Socialista Italiano          |
| Torino 6          |          | Edro Colombini        |         | Forza Italia                         |
| Torino 7          |          | Alessandro Meluzzi    |         | Forza Italia                         |
| Torino 8          |          | Furio Gubetti         |         | Lega Nord                            |
| Ivrea             |          | Pier Corrado Salino   |         | Lega Nord                            |
| Chivasso          |          | Michele Vietti        |         | Centro Cristiano Democratico         |
| Settimo Torinese  |          | Antonio Cherio        |         | Forza Italia                         |
| Moncalieri        |          | Salvatore Musumeci    |         | Centro Cristiano Democratico         |
| Nichelino         |          | Riccardo Sandrone     |         | Lega Nord                            |
| Rivoli            |          | Paolo Mammola         |         | Forza Italia                         |
| Collegno          |          | Luciano Violante      |         | Partito Democratico della Sinistra   |
| Venaria Reale     |          | Luca Basso            |         | Lega Nord                            |
| Rivarolo Canavese |          | Roberto Ceresa        |         | Lega Nord                            |
| Giaveno           |          | Alida Benetto Ravetto |         | Lega Nord                            |
| Pinerolo          |          | Lucio Malan           |         | Lega Nord                            |

### XIII legislatura

#### Risultati elettorali
| Coalizioni                | Liste                              | Proporzionale | Proporzionale | Proporzionale | Maggioritario | Maggioritario | Maggioritario |
| Coalizioni                | Liste                              | Voti          | %             | Seggi         | Voti          | %             | Seggi         |
| ------------------------- | ---------------------------------- | ------------- | ------------- | ------------- | ------------- | ------------- | ------------- |
| Polo per le Libertà       | Forza Italia                       | 293.573       | 19.13         | 2             | 538.374       | 35,37         | -             |
| Polo per le Libertà       | Alleanza Nazionale                 | 196.969       | 12,84         | 1             | 538.374       | 35,37         | -             |
| Polo per le Libertà       | CCD-CDU                            | 58.735        | 3,83          | -             | 538.374       | 35,37         | -             |
| L'Ulivo                   | Partito Democratico della Sinistra | 289.259       | 18,85         | -             | 665.586       | 43,72         | 18            |
| L'Ulivo                   | Rinnovamento Italiano              | 88.314        | 5,76          | 1             | 665.586       | 43,72         | 18            |
| L'Ulivo                   | Popolari per Prodi                 | 80.366        | 5,24          | -             | 665.586       | 43,72         | 18            |
| L'Ulivo                   | Federazione dei Verdi              | 37.235        | 2,43          | -             | 665.586       | 43,72         | 18            |
| Lega Nord                 | Lega Nord                          | 212.011       | 13,82         | 1             | 241.448       | 15,86         | -             |
| Progressisti              | Rifondazione Comunista             | 195.609       | 12,75         | 1             | 33.825        | 2,22          | 1             |
| Lista Pannella-Sgarbi     | Lista Pannella-Sgarbi              | 37.668        | 2,45          | -             | N.D.          | N.D.          | N.D.          |
| Verdi Verdi               | Verdi Verdi                        | 25.788        | 1,68          | -             | 12.905        | 0,85          | -             |
| Partito Socialista        | Partito Socialista                 | 6.885         | 0,45          | -             | 1.460         | 0,10          | -             |
| Nuove Energie             | Nuove Energie                      | 5.393         | 0,35          | -             | 5.627         | 0,37          | -             |
| Partito Federalista       | Partito Federalista                | 3.743         | 0,24          | -             | N.D.          | N.D.          | N.D.          |
| Partito Umanista          | Partito Umanista                   | 2.937         | 0,19          | -             | 4.168         | 0,27          | -             |
| Piemonte Nazione d'Europa | Piemonte Nazione d'Europa          | N.D.          | N.D.          | N.D.          | 12.720        | 0,84          | -             |
| Moderati                  | Moderati                           | N.D.          | N.D.          | N.D.          | 6.208         | 0,41          | -             |
| Totale                    | Totale                             | 1.534.485     |               | 6             | 1.522.321     |               | 19            |

#### Eletti

##### Parte proporzionale
| Forza Italia                       | Lega Nord         | Alleanza Nazionale | Rifondazione Comunista | Rinnovamento Italiano |
| ---------------------------------- | ----------------- | ------------------ | ---------------------- | --------------------- |
|                                    |                   |                    |                        |                       |
| - Piero Melograni - Edro Colombini | - Mario Borghezio | - Gaetano Rasi     | - Maura Cossutta       | - Leone Delfino       |

##### Parte maggioritaria
Eletti nell'Ulivo (DS - P-S-P-U-P - RI - FdV)
     Eletti nel Polo per le Libertà (FI - AN - CCD-CDU)
     Eletti nei Progressisti (PRC)
| Collegio          | Deputato | Deputato               | Partito | Partito                                 |
| ----------------- | -------- | ---------------------- | ------- | --------------------------------------- |
| Torino 1          |          | Maria Pia Valetto      |         | Partito Popolare Italiano               |
| Torino 2          |          | Diego Novelli          |         | La Rete                                 |
| Torino 3          |          | Maria Chiara Acciarini |         | Partito Democratico della Sinistra      |
| Torino 4          |          | Sergio Chiamparino     |         | Partito Democratico della Sinistra      |
| Torino 5          |          | Dario Ortolano         |         | Partito della Rifondazione Comunista    |
| Torino 6          |          | Furio Colombo          |         | Partito Democratico della Sinistra      |
| Torino 7          |          | Gianfranco Morgando    |         | Partito Popolare Italiano               |
| Torino 8          |          | Giorgio Benvenuto      |         | Unione Democratica                      |
| Ivrea             |          | Giorgio Panattoni      |         | Partito Democratico della Sinistra      |
| Chivasso          |          | Renato Cambursano      |         | Partito Popolare Italiano               |
| Settimo Torinese  |          | Giorgio Gardiol        |         | Federazione dei Verdi                   |
| Moncalieri        |          | Sergio Rogna           |         | Comitati Prodi                          |
| Nichelino         |          | Salvatore Buglio       |         | Partito Democratico della Sinistra      |
| Rivoli            |          | Mimmo Lucà             |         | Partito Democratico della Sinistra (CS) |
| Collegno          |          | Livia Turco            |         | Partito Democratico della Sinistra      |
| Venaria Reale     |          | Piero Fassino          |         | Partito Democratico della Sinistra      |
| Rivarolo Canavese |          | Giuseppe Niedda        |         | Partito Popolare Italiano               |
| Giaveno           |          | Luigi Massa            |         | Partito Democratico della Sinistra      |
| Pinerolo          |          | Giorgio Merlo          |         | Partito Popolare Italiano               |

### XIV legislatura

#### Risultati elettorali
| Coalizioni             | Liste                   | Proporzionale | Proporzionale | Proporzionale | Maggioritario | Maggioritario | Maggioritario |
| Coalizioni             | Liste                   | Voti          | %             | Seggi         | Voti          | %             | Seggi         |
| ---------------------- | ----------------------- | ------------- | ------------- | ------------- | ------------- | ------------- | ------------- |
| L'Ulivo                | Democratici di Sinistra | 264.334       | 17,63         | -             | 732.480       | 49,22         | 15            |
| L'Ulivo                | La Margherita           | 252.876       | 16,86         | 1             | 732.480       | 49,22         | 15            |
| L'Ulivo                | Comunisti Italiani      | 23.204        | 1,55          | -             | 732.480       | 49,22         | 15            |
| L'Ulivo                | Il Girasole             | 18.557        | 1,24          | -             | 732.480       | 49,22         | 15            |
| Casa delle Libertà     | Forza Italia            | 458.512       | 30,58         | 3             | 633.334       | 42,56         | 4             |
| Casa delle Libertà     | Alleanza Nazionale      | 133.987       | 8,93          | 1             | 633.334       | 42,56         | 4             |
| Casa delle Libertà     | Lega Nord               | 63.434        | 4,23          | -             | 633.334       | 42,56         | 4             |
| Casa delle Libertà     | CCD-CDU                 | 26.481        | 1,77          | -             | 633.334       | 42,56         | 4             |
| Casa delle Libertà     | Nuovo PSI               | 8.251         | 0,55          | -             | 633.334       | 42,56         | 4             |
| Rifondazione Comunista | Rifondazione Comunista  | 112.348       | 7,49          | 1             | N.D.          | N.D.          | N.D.          |
| Italia dei Valori      | Italia dei Valori       | 62.164        | 4,15          | -             | 79.105        | 5,32          | -             |
| Lista Emma Bonino      | Lista Emma Bonino       | 42.655        | 2,84          | -             | 10.621        | 0,71          | -             |
| Verdi Verdi            | Verdi Verdi             | 18.262        | 1,22          | -             | 13.220        | 0,89          | -             |
| Democrazia Europea     | Democrazia Europea      | 13.668        | 0,91          | -             | 19.476        | 1,31          | -             |
| Abolizione Scorporo    | Abolizione Scorporo     | 867           | 0,06          | -             | N.D.          | N.D.          | N.D.          |
| Totale                 | Totale                  | 1.499.600     |               | 6             | 1.488.236     |               | 19            |

#### Eletti

##### Parte proporzionale
| Forza Italia                                    | La Margherita  | Alleanza Nazionale | Rifondazione Comunista |
| ----------------------------------------------- | -------------- | ------------------ | ---------------------- |
|                                                 |                |                    |                        |
| - Roberto Rosso - Non assegnato - Non assegnato | - Enrico Letta | - Agostino Ghiglia | - Fausto Bertinotti    |

##### Parte maggioritaria
Eletti nella Casa delle Libertà (FI - AN - LN - CCD-CDU)
     Eletti nell'Ulivo (DS - DL - Girasole - PdCI)
| Collegio          | Deputato | Deputato            | Partito | Partito                                    |
| ----------------- | -------- | ------------------- | ------- | ------------------------------------------ |
| Torino 1          |          | Ugo Martinat        |         | Alleanza Nazionale                         |
| Torino 2          |          | Luciano Violante    |         | Democratici di Sinistra                    |
| Torino 3          |          | Gianni Vernetti     |         | Democrazia è Libertà - La Margherita (Dem) |
| Torino 4          |          | Alberto Nigra       |         | Democratici di Sinistra                    |
| Torino 5          |          | Laura Cima          |         | Federazione dei Verdi                      |
| Torino 6          |          | Saverio Vertone     |         | Democrazia è Libertà - La Margherita (RI)  |
| Torino 7          |          | Gianfranco Morgando |         | Democrazia è Libertà - La Margherita (PPI) |
| Torino 8          |          | Giorgio Benvenuto   |         | Democratici di Sinistra                    |
| Ivrea             |          | Giorgio Panattoni   |         | Democratici di Sinistra                    |
| Chivasso          |          | Mauro Chianale      |         | Democratici di Sinistra                    |
| Settimo Torinese  |          | Enrico Buemi        |         | Socialisti Italiani                        |
| Moncalieri        |          | Benedetto Nicotra   |         | Forza Italia                               |
| Nichelino         |          | Salvatore Buglio    |         | Democratici di Sinistra                    |
| Rivoli            |          | Mimmo Lucà          |         | Democratici di Sinistra                    |
| Collegno          |          | Livia Turco         |         | Democratici di Sinistra                    |
| Venaria Reale     |          | Piero Fassino       |         | Democratici di Sinistra                    |
| Rivarolo Canavese |          | Michele Vietti      |         | Centro Cristiano Democratico               |
| Giaveno           |          | Osvaldo Napoli      |         | Forza Italia                               |
| Pinerolo          |          | Giorgio Merlo       |         | Democrazia è Libertà - La Margherita (PPI) |

## Dal 2005 al 2017

### XV legislatura

#### Risultati elettorali
|                               | L'Ulivo                                           | 520 759   | 34,84 | 9  |  |  |  |  |  |
|                               | Partito della Rifondazione Comunista              | 100 134   | 6,70  | 2  |  |  |  |  |  |
|                               | Partito dei Comunisti Italiani                    | 49 246    | 3,29  | 1  |  |  |  |  |  |
|                               | Rosa nel Pugno                                    | 43 403    | 2,90  | 1  |  |  |  |  |  |
|                               | Federazione dei Verdi                             | 42 094    | 2,82  | 1  |  |  |  |  |  |
|                               | Italia dei Valori                                 | 41 710    | 2,79  | –  |  |  |  |  |  |
|                               | Partito Pensionati                                | 19 317    | 1,29  | –  |  |  |  |  |  |
|                               | Popolari UDEUR                                    | 7 713     | 0,52  | –  |  |  |  |  |  |
|                               | I Socialisti                                      | 4 169     | 0,28  | –  |  |  |  |  |  |
|                               | Totale coalizione                                 | 828 545   | 55,43 | 14 |  |  |  |  |  |
|                               | Forza Italia                                      | 301 336   | 20,16 | 5  |  |  |  |  |  |
|                               | Alleanza Nazionale                                | 181 002   | 12,11 | 3  |  |  |  |  |  |
|                               | Unione dei Democratici Cristiani e di Centro      | 86 810    | 5,81  | 1  |  |  |  |  |  |
|                               | Lega Nord – MPA                                   | 64 153    | 4,29  | 1  |  |  |  |  |  |
|                               | Alternativa Sociale                               | 9 461     | 0,63  | –  |  |  |  |  |  |
|                               | Fiamma Tricolore                                  | 7 683     | 0,51  | –  |  |  |  |  |  |
|                               | Democrazia Cristiana per le Autonomie – Nuovo PSI | 6 156     | 0,41  | –  |  |  |  |  |  |
|                               | No Euro                                           | 5 381     | 0,36  | –  |  |  |  |  |  |
|                               | Ecologisti Democratici                            | 4 185     | 0,28  | –  |  |  |  |  |  |
|                               | Totale coalizione                                 | 666 167   | 44,57 | 10 |  |  |  |  |  |
| Totale                        | Totale                                            | 1 494 712 | 100   | 24 |  |  |  |  |  |
|                               |                                                   |           |       |    |  |  |  |  |  |
| Voti non validi               | Voti non validi                                   | 41 011    | 2,67  |    |  |  |  |  |  |
| Votanti                       | Votanti                                           | 1 535 723 | 84,82 |    |  |  |  |  |  |
| Elettori                      | Elettori                                          | 1 810 564 |       |    |  |  |  |  |  |
|                               |                                                   |           |       |    |  |  |  |  |  |
| Fonte: Ministero dell'interno |                                                   |           |       |    |  |  |  |  |  |

#### Eletti
| L'Ulivo | Rifondazione Comunista                                                        | Comunisti Italiani                                            | Rosa nel Pugno                                                                           | Federazione dei Verdi                                                                     |
| --- | ----------------------------------------------------------------------------- | ------------------------------------------------------------- | ---------------------------------------------------------------------------------------- | ----------------------------------------------------------------------------------------- |
| |                                                                               |                                                               |                                                                                          |                                                                                           |
| - Piero Fassino - → Rosy Bindi - Silvio Sircana - Pietro Marcenaro - Mauro Maria Marino - Mimmo Lucà - Giorgio Merlo - Titti Di Salvo - Mauro Chianale - Marco Calgaro | - Fausto Bertinotti - Marilde Provera                                         | - → Oliviero Diliberto - → Nicola Tranfaglia - Katia Bellillo | - → Enrico Boselli - → Emma Bonino - → Roberto Villetti - → Marco Cappato - Enrico Buemi | - → Alfonso Pecoraro Scanio - → Grazia Francescato - → Paolo Cento - Giuseppe Trepiccione |
| |                                                                               |                                                               |                                                                                          |                                                                                           |
| Forza Italia | Alleanza Nazionale                                                            | Unione dei Democratici Cristiani                              | Lega Nord                                                                                |                                                                                           |
| |                                                                               |                                                               |                                                                                          |                                                                                           |
| - → Silvio Berlusconi - → Giulio Tremonti - Guido Crosetto - Margherita Boniver - Benedetto Della Vedova - Osvaldo Napoli - Roberto Rosso                              | - → Gianfranco Fini - Maria Grazia Siliquini - Roberto Salerno - Maurizio Leo | - → Pier Ferdinando Casini - → Lorenzo Cesa - Michele Vietti  | - → Umberto Bossi - Stefano Allasia                                                      |                                                                                           |

1. ↑  Opta per la circoscrizione Toscana
2. ↑  Opta per la circoscrizione Sicilia 1
3. ↑  Opta per la circoscrizione Campania 1
4. ↑  Opta per la circoscrizione Sicilia 2
5. ↑  Opta per la circoscrizione Veneto 2
6. ↑  Opta per la circoscrizione Sardegna
7. ↑  Opta per la circoscrizione Piemonte 2
8. ↑  Opta per la circoscrizione Campania 2
9. ↑  Opta per la circoscrizione Friuli-Venezia Giulia
10. ↑  Opta per la circoscrizione Emilia-Romagna
11. ↑  Opta per la circoscrizione Campania 1
12. ↑  Opta per la circoscrizione Calabria
13. ↑  Opta per la circoscrizione Emilia-Romagna
14. ↑  Opta per la circoscrizione Lombardia 1
15. ↑  Opta per la circoscrizione Lombardia 2
16. ↑  Mantiene la carica di europarlamentare

### XVI legislatura

#### Risultati elettorali
|                               | Partito Democratico                   | 506 398   | 36,40 | 9  |  |  |  |  |  |
|                               | Italia dei Valori                     | 83 070    | 5,97  | 2  |  |  |  |  |  |
|                               | Totale coalizione                     | 589 468   | 42,37 | 11 |  |  |  |  |  |
|                               | Il Popolo della Libertà               | 451 644   | 32,47 | 9  |  |  |  |  |  |
|                               | Lega Nord                             | 120 662   | 8,67  | 3  |  |  |  |  |  |
|                               | Totale coalizione                     | 572 306   | 41,14 | 12 |  |  |  |  |  |
|                               | Unione di Centro                      | 70 231    | 5,05  | 1  |  |  |  |  |  |
|                               | La Sinistra l'Arcobaleno              | 57 272    | 4,12  | –  |  |  |  |  |  |
|                               | La Destra - Fiamma Tricolore          | 48 651    | 3,50  | –  |  |  |  |  |  |
|                               | Partito Comunista dei Lavoratori      | 10 201    | 0,73  | –  |  |  |  |  |  |
|                               | Partito Socialista                    | 10 052    | 0,72  | –  |  |  |  |  |  |
|                               | Sinistra Critica                      | 9 165     | 0,66  | –  |  |  |  |  |  |
|                               | Partito Liberale Italiano             | 7 312     | 0,53  | –  |  |  |  |  |  |
|                               | Per il Bene Comune                    | 6 978     | 0,50  | –  |  |  |  |  |  |
|                               | Associazione per la Difesa della Vita | 4 414     | 0,32  | –  |  |  |  |  |  |
|                               | Unione Democratica per i Consumatori  | 4 148     | 0,30  | –  |  |  |  |  |  |
|                               | Pensiero e Azione                     | 946       | 0,07  | –  |  |  |  |  |  |
| Totale                        | Totale                                | 1 391 144 | 100   | 24 |  |  |  |  |  |
|                               |                                       |           |       |    |  |  |  |  |  |
| Voti non validi               | Voti non validi                       | 50 031    | 3,47  |    |  |  |  |  |  |
| Votanti                       | Votanti                               | 1 441 175 | 80,13 |    |  |  |  |  |  |
| Elettori                      | Elettori                              | 1 798 630 |       |    |  |  |  |  |  |
|                               |                                       |           |       |    |  |  |  |  |  |
| Fonte: Ministero dell'interno |                                       |           |       |    |  |  |  |  |  |

#### Eletti
| Il Popolo della Libertà |
| --- |
| |
| - → Silvio Berlusconi - → Gianfranco Fini - Guido Crosetto - Margherita Boniver - Maurizio Leo - Osvaldo Napoli - Maria Grazia Siliquini - Benedetto Della Vedova - Manuela Repetti - Agostino Ghiglia - Enrico Pianetta |
| Lega Nord |
| |
| - → Umberto Bossi - → Roberto Cota - Stefano Allasia - Renato Walter Togni - Elena Maccanti |

| Partito Democratico |
| --- |
| |
| - Piero Fassino - Antonio Boccuzzi - Anna Rossomando - Giorgio Merlo - Marco Calgaro - Gianni Vernetti - Stefano Esposito - Giacomo Portas - Mimmo Lucà |
| Italia dei Valori |
| |
| - → Antonio Di Pietro - Giuseppe Giulietti - Gaetano Porcino                                                                                            |

| Unione di Centro                            |
| ------------------------------------------- |
|                                             |
| - → Pier Ferdinando Casini - Michele Vietti |

1. ↑  Opta per la circoscrizione Molise
2. ↑  Opta per la circoscrizione Emilia-Romagna
3. ↑  Opta per la circoscrizione Lombardia 1
4. ↑  Opta per la circoscrizione Piemonte 2
5. ↑  Dimissionaria in data 11.05.2010 (nominata assessore nella giunta regionale piemontese); in pari data subentra Davide Cavallotto
6. ↑  Dimissionario in data 19.07.2011 (eletto sindaco di Torino); in data 20.07.2011 subentra Francesca Cilluffo
7. ↑  Opta per la circoscrizione Molise
8. ↑  Opta per la circoscrizione Liguria
9. ↑  Dimissionario in data 03.08.2010 (eletto vicepresidente del CSM); in data 29.09.2010 subentra Deodato Scanderebech

### XVII legislatura

#### Risultati elettorali
|                               | Partito Democratico           | 358 768   | 26,60 | 11 |  |  |  |  |  |
|                               | Sinistra Ecologia Libertà     | 49 562    | 3,67  | 2  |  |  |  |  |  |
|                               | Centro Democratico            | 3 787     | 0,28  | –  |  |  |  |  |  |
|                               | Totale coalizione             | 412 117   | 30,56 | 13 |  |  |  |  |  |
|                               | Movimento 5 Stelle            | 393 079   | 29,15 | 4  |  |  |  |  |  |
|                               | Il Popolo della Libertà       | 237 410   | 17,60 | 3  |  |  |  |  |  |
|                               | Lega Nord                     | 43 966    | 3,26  | 1  |  |  |  |  |  |
|                               | Fratelli d'Italia             | 26 839    | 1,99  | –  |  |  |  |  |  |
|                               | Partito Pensionati            | 12 340    | 0,91  | –  |  |  |  |  |  |
|                               | La Destra                     | 4 916     | 0,36  | –  |  |  |  |  |  |
|                               | Moderati in Rivoluzione       | 1 234     | 0,09  | –  |  |  |  |  |  |
|                               | Totale coalizione             | 326 705   | 24,22 | 4  |  |  |  |  |  |
|                               | Scelta Civica                 | 139 753   | 10,36 | 2  |  |  |  |  |  |
|                               | Unione di Centro              | 13 976    | 1,04  | –  |  |  |  |  |  |
|                               | Futuro e Libertà per l'Italia | 5 227     | 0,39  | –  |  |  |  |  |  |
|                               | Totale coalizione             | 158 956   | 11,79 | 2  |  |  |  |  |  |
|                               | Rivoluzione Civile            | 34 038    | 2,52  | –  |  |  |  |  |  |
|                               | Fare per Fermare il Declino   | 15 539    | 1,15  | –  |  |  |  |  |  |
|                               | Forza Nuova                   | 3 397     | 0,25  | –  |  |  |  |  |  |
|                               | CasaPound                     | 2 559     | 0,19  | –  |  |  |  |  |  |
|                               | Fiamma Tricolore              | 2 306     | 0,17  | –  |  |  |  |  |  |
| Totale                        | Totale                        | 1 348 696 | 100   | 23 |  |  |  |  |  |
|                               |                               |           |       |    |  |  |  |  |  |
| Voti non validi               | Voti non validi               | 40 553    | 2,92  |    |  |  |  |  |  |
| Votanti                       | Votanti                       | 1 389 249 | 78,41 |    |  |  |  |  |  |
| Elettori                      | Elettori                      | 1 771 727 |       |    |  |  |  |  |  |
|                               |                               |           |       |    |  |  |  |  |  |
| Fonte: Ministero dell'interno |                               |           |       |    |  |  |  |  |  |

#### Eletti
| Partito Democratico |
| --- |
| |
| - Cesare Damiano - Paola Bragantini - Giacomo Portas - Francesca Bonomo - Edoardo Patriarca - Anna Rossomando - Andrea Giorgis - Antonio Boccuzzi - Silvia Fregolent - Umberto D'Ottavio - Davide Mattiello |
| Sinistra Ecologia Libertà |
| |
| - Giorgio Airaudo - Celeste Costantino |

| Il Popolo della Libertà                                     |
| ----------------------------------------------------------- |
|                                                             |
| - Angelino Alfano - Daniele Capezzone - Annagrazia Calabria |
| Lega Nord                                                   |
|                                                             |
| - Roberto Cota                                              |

| Movimento 5 Stelle                                                       |
| ------------------------------------------------------------------------ |
|                                                                          |
| - Laura Castelli - Silvia Chimienti - Eleonora Bechis - Ivan Della Valle |

| Scelta Civica                        |
| ------------------------------------ |
|                                      |
| - Paolo Vitelli - Giovanni Monchiero |

## Dal 2017

### Collegi elettorali

#### Dal 2017 al 2020
Alla circoscrizione sono attribuiti 23 seggi: 9 sono assegnati tramite sistema maggioritario in altrettanti collegi uninominali; 14 tramite sistema proporzionale all'interno di due collegi plurinominali.
| Collegi plurinominali | Collegi plurinominali | Collegi uninominali |
| --------------------- | --------------------- | --- |
|                       | Piemonte 1 - 01       | - 01 - Torino centro - 02 - Torino - Barriera di Milano - 03 - Torino - Vallette - 04 - Torino - Mirafiori - 06 - Collegno |
|                       | Piemonte 1 - 02       | - 05 - Ivrea - 07 - Settimo Torinese - 08 - Moncalieri - 09 - Pinerolo                                                     |

#### Dal 2020
In seguito alla riforma costituzionale del 2020 in tema di riduzione del numero dei parlamentari, alla circoscrizione sono attribuiti 15 seggi: 5 sono assegnati tramite sistema maggioritario in altrettanti collegi uninominali; 10 tramite sistema proporzionale all'interno di due collegi plurinominali.
| Collegi plurinominali | Collegi plurinominali | Collegi uninominali                                            |
| --------------------- | --------------------- | -------------------------------------------------------------- |
|                       | Piemonte 1 - 01       | - 01 - Torino centro - 02 - Torino - San Paolo - 03 - Collegno |
|                       | Piemonte 1 - 02       | - 04 - Chieri - 05 - Moncalieri                                |

### XVIII legislatura

#### Risultati elettorali
|                            | Lega                     | 245 264   | 19,22 | 3  | 452 645   | 35,47 | 6 |  |  |
|                            | Forza Italia             | 154 771   | 12,13 | 2  | 452 645   | 35,47 | 6 |  |  |
|                            | Fratelli d'Italia        | 45 785    | 3,59  | –  | 452 645   | 35,47 | 6 |  |  |
|                            | Noi con l'Italia – UDC   | 6 825     | 0,53  | –  | 452 645   | 35,47 | 6 |  |  |
|                            | Movimento 5 Stelle       | 364 278   | 28,54 | 4  | 364 278   | 28,54 | 1 |  |  |
|                            | Partito Democratico      | 286 404   | 22,44 | 4  | 358 099   | 28,06 | 2 |  |  |
|                            | +Europa                  | 60 570    | 4,75  | –  | 358 099   | 28,06 | 2 |  |  |
|                            | Italia Europa Insieme    | 5 812     | 0,46  | –  | 358 099   | 28,06 | 2 |  |  |
|                            | Civica Popolare          | 5 313     | 0,42  | –  | 358 099   | 28,06 | 2 |  |  |
|                            | Liberi e Uguali          | 57 622    | 4,52  | 1  | 57 622    | 4,52  | – |  |  |
|                            | Potere al Popolo!        | 17 237    | 1,35  | –  | 17 237    | 1,35  | – |  |  |
|                            | CasaPound                | 13 333    | 1,04  | –  | 13 333    | 1,04  | – |  |  |
|                            | Il Popolo della Famiglia | 8 531     | 0,67  | –  | 8 531     | 0,67  | – |  |  |
|                            | Partito Valore Umano     | 4 413     | 0,35  | –  | 4 413     | 0,35  | – |  |  |
| Totale                     | Totale                   | 1 276 158 | 100   | 14 | 1 276 158 | 100   | 9 |  |  |
|                            |                          |           |       |    |           |       |   |  |  |
| Schede bianche             | Schede bianche           | 10 238    | 0,78  |    |           |       |   |  |  |
| Schede nulle               | Schede nulle             | 33 759    | 2,56  |    |           |       |   |  |  |
| Votanti                    | Votanti                  | 1 320 155 | 75,15 |    |           |       |   |  |  |
| Elettori                   | Elettori                 | 1 756 787 |       |    |           |       |   |  |  |
|                            |                          |           |       |    |           |       |   |  |  |
| Fonte: Camera dei deputati |                          |           |       |    |           |       |   |  |  |

#### Eletti

##### Eletti nei collegi uninominali
Eletti nella coalizione di centro-destra (Lega - FI - FdI - NcI-UDC)
     Eletti nella coalizione di centro-sinistra (PD - +EUR - CP - Insieme)
     Eletti nel Movimento 5 Stelle
| Collegio uninominale         | Eletto | Eletto                      | Partito | Partito                  |
| ---------------------------- | ------ | --------------------------- | ------- | ------------------------ |
| 1. Torino-Centro             |        | Andrea Giorgis              |         | Partito Democratico      |
| 2. Torino-Barriera di Milano |        | Roberto Rosso               |         | Forza Italia             |
| 3. Torino-Vallette           |        | Augusta Montaruli           |         | Fratelli d'Italia        |
| 4. Torino-Mirafiori          |        | Stefano Lepri               |         | Partito Democratico      |
| 5. Ivrea                     |        | Alessandro Manuel Benvenuto |         | Lega per Salvini Premier |
| 6. Collegno                  |        | Celeste D'Arrando           |         | Movimento 5 Stelle       |
| 7. Settimo Torinese          |        | Carluccio Giacometto        |         | Forza Italia             |
| 8. Moncalieri                |        | Claudia Porchietto          |         | Forza Italia             |
| 9. Pinerolo                  |        | Daniela Ruffino             |         | Forza Italia             |

1. ↑  In data 15.02.2021 aderisce al gruppo misto, non iscritti; in data 16.02.2021 alla componente «Cambiamo! - Popolo Protagonista»; in data 27.05.2021 a Coraggio Italia; in data 17.03.2022 al gruppo misto, componente «Azione - +Europa - Radicali Italiani».

##### Eletti nei collegi plurinominali
| Collegio plurinominale | M5S                                  | Partito Democratico                  | Lega                                             | Forza Italia      | Liberi e Uguali     |
| ---------------------- | ------------------------------------ | ------------------------------------ | ------------------------------------------------ | ----------------- | ------------------- |
| Collegio plurinominale |                                      |                                      |                                                  |                   |                     |
| Piemonte 1 - 01        | - Laura Castelli - Davide Serritella | - Silvia Fregolent - Giacomo Portas  | - Elena Maccanti                                 | - Paolo Zangrillo | - Nicola Fratoianni |
| Piemonte 1 - 02        | - Jessica Costanzo - Luca Carabetta  | - Davide Gariglio - Francesca Bonomo | - Alessandro Giglio Vigna - Gualtiero Caffaratto | - Roberto Pella   | -                   |

1. 1 2  In data 21.06.2022 aderisce al gruppo Insieme per il Futuro.
2. ↑  In data 19.09.2019 aderisce al gruppo Italia Viva - Italia C'è.
3. ↑  In data 24.09.2019 aderisce al gruppo Italia Viva - Italia C'è.
4. ↑  In data 19.02.2021 aderisce al gruppo misto, non iscritti; in data 04.06.2021 alla componente «Alternativa»; in data 06.05.2022 torna nei non iscritti.

### XIX legislatura

#### Risultati elettorali
|                               | Fratelli d'Italia                                       | 260 248   | 23,83 | 2  | 435 111   | 39,84 | 4 |  |  |
|                               | Lega per Salvini Premier                                | 93 052    | 8,52  | 1  | 435 111   | 39,84 | 4 |  |  |
|                               | Forza Italia                                            | 74 319    | 6,81  | 1  | 435 111   | 39,84 | 4 |  |  |
|                               | Noi Moderati                                            | 7 492     | 0,69  | –  | 435 111   | 39,84 | 4 |  |  |
|                               | Partito Democratico - Italia Democratica e Progressista | 239 768   | 21,96 | 3  | 349 867   | 32,04 | 1 |  |  |
|                               | Alleanza Verdi e Sinistra                               | 54 622    | 5,00  | 1  | 349 867   | 32,04 | 1 |  |  |
|                               | +Europa                                                 | 50 075    | 4,59  | –  | 349 867   | 32,04 | 1 |  |  |
|                               | Impegno Civico – Centro Democratico                     | 5 402     | 0,49  | –  | 349 867   | 32,04 | 1 |  |  |
|                               | Movimento 5 Stelle                                      | 136 323   | 12,48 | 1  | 136 323   | 12,48 | – |  |  |
|                               | Azione - Italia Viva                                    | 98 829    | 9,05  | 1  | 98 829    | 9,05  | – |  |  |
|                               | Italexit                                                | 26 197    | 2,40  | –  | 26 197    | 2,40  | – |  |  |
|                               | Unione Popolare                                         | 18 153    | 1,66  | –  | 18 153    | 1,66  | – |  |  |
|                               | Italia Sovrana e Popolare                               | 17 008    | 1,56  | –  | 17 008    | 1,56  | – |  |  |
|                               | Vita                                                    | 10 570    | 0,97  | –  | 10 570    | 0,97  | – |  |  |
| Totale                        | Totale                                                  | 1 092 058 | 100   | 10 | 1 092 058 | 100   | 5 |  |  |
|                               |                                                         |           |       |    |           |       |   |  |  |
| Schede bianche                | Schede bianche                                          | 11 266    | 0,99  |    |           |       |   |  |  |
| Schede nulle                  | Schede nulle                                            | 36 425    | 3,20  |    |           |       |   |  |  |
| Votanti                       | Votanti                                                 | 1 139 749 | 66,11 |    |           |       |   |  |  |
| Elettori                      | Elettori                                                | 1 723 921 |       |    |           |       |   |  |  |
|                               |                                                         |           |       |    |           |       |   |  |  |
| Data: 25 settembre 2022       |                                                         |           |       |    |           |       |   |  |  |
| Fonte: Ministero dell'interno |                                                         |           |       |    |           |       |   |  |  |

#### Eletti

##### Eletti nei collegi uninominali
Eletti nella coalizione di centro-sinistra (PD-IDP - AVS - +E - IC-CD)
     Eletti nella coalizione di coalizione di centro-destra (FdI - LSP - FI - NM)
| Collegio uninominale    | Eletto | Eletto                  | Partito | Partito                  |
| ----------------------- | ------ | ----------------------- | ------- | ------------------------ |
| 01 - Torino centro      |        | Riccardo Magi           |         | +Europa                  |
| 02 - Torino - San Paolo |        | Augusta Montaruli       |         | Fratelli d'Italia        |
| 03 - Collegno           |        | Elena Maccanti          |         | Lega per Salvini Premier |
| 04 - Chieri             |        | Alessandro Giglio Vigna |         | Lega per Salvini Premier |
| 05 - Moncalieri         |        | Roberto Pella           |         | Forza Italia             |

##### Eletti nei collegi plurinominali
| Collegio plurinominale | Partito Democratico-IDP             | Fratelli d'Italia    | Movimento 5 Stelle | Azione - Italia Viva | Lega                          | Forza Italia               | Alleanza Verdi e Sinistra |
| ---------------------- | ----------------------------------- | -------------------- | ------------------ | -------------------- | ----------------------------- | -------------------------- | ------------------------- |
| Collegio plurinominale |                                     |                      |                    |                      |                               |                            |                           |
| Piemonte 1 - 01        | - Maria Cecilia Guerra - Mauro Laus | - Marco Perissa      | - Antonino Iaria   | - Daniela Ruffino    | -                             | -                          | - Marco Grimaldi          |
| Piemonte 1 - 02        | - Mauro Berruto                     | - Immacolata Zurzolo | -                  | -                    | - Alessandro Manuel Benvenuto | - Gilberto Pichetto Fratin | -                         |